# مزرعه امام‌زاده عبدالله
مزرعه امام‌زاده عبدالله یک منطقهٔ مسکونی در ایران است که در دهستان احمدآباد (فیروزآباد) واقع شده‌است. مزرعه امام‌زاده عبدالله ۱۵ نفر جمعیت دارد.